# РМС Олимпик
РМС Олимпик (енгл. RMS Olympic) је био први и последњи брод класе Олимпик који је био у власништву компаније Вајт Стар Лајн. За разлику од сестринских бродова, Титаник и ХМХС Британик, Олимпик је био у служби од 1911. чак до 1935. године. Будући да су Олимпик и Титаник били готово идентични бродови, Олимпик је био међу највећим покретним објектима на свету у то време. За време своје службе, Олимпик је чак био и војни брод у Првом светском рату.

## Сестрински бродови
За разлику од Олимпика, Титаник и Британик нису дуго били у служби: Титаник је потонуо након судара са леденим брегом од ноћи 14. априла до раног јутра 15. априла 1912, при чему је, од 2208 укрцаних, чак 1496 смртно страдало. Британик је требало да буде путнички брод, међутим, како је у то време почео да букти Први светски рат, добио је намену брод болница. То је и улога када је брод потонуо, када се, у мореузу између грчких острва Кеа и Макронисос, сударио са мином. То се десило у касно јутро 21. новембра 1916. Тада је од 1065 путника само 30 погинуло, док се 1035 спасило. Олимпик је био у служби чак до 1935. године, када је претворен у старо гвожђе.

## Судар са бродом ХМС Хавке
Дан-два пре почетка јесени 1911. године, Олимпик је доживео своју прву несрећу на петом путовању. 20. септембра 1911. на путу до острва Вајт, у мореузу Солент, Олимпик и британски брод ХМС Хавке доживели су судар. Хавке се снажно забио својим прамцем (чија је намена била да пробуши труп противничких бродова) у труп Олимпика отприлике између палуби Е и F у пределу крме, притом правећи две велике рупе. Од тих рупи, два водоотпорна одељка и просторија са турбинама Олимпика почела су да пропуштају воду. Ипак, Олимпик се безбедно вратио у Саутхемптон сопственом паром, без повређених или погинулих. Међутим, Хавкеов прамац био је у тако катастрофалном стању да је замало потонуо. Хавкеов је касније поправљен, али је у октобру 1914. торпедован од стране немачке подморнице.
За време судара, било је две особе на Олимпику које ће касније преживети и потонуће Титаника и потонуће Британика: Виолета Џесоп и Артур Прист.

## Теорија завере
Многи људи се у последње време фокусирају на питање да ли је Титаник заиста потонуо, и није ли којим случајем због економских разлога дошло до замене – да је Олимпик брод који је потонуо, а да је Титаник брод који је наставио да служи Вајт Стар Лајну више година касније. Два брода су била скоро сасвим идентична, а једине разлике постојале су у детаљима као што су били прозори на променадама, као и окна прозорчића на остатку брода.

## Олимпику пензији
Последње Олимпиково путовање одиграло се 5. априла 1935. на испловљавању из Њујорка у Велику Британију. Тада је Олимпиков власник била компанија Кунард Лајн и Олимпик је био постављен заједно са Мауретанијом и Аквитанијом, дугорочним супарницима. Након више од пет месеци, Олимпик је купио један човек како би у његовој, депресивној енглеској провинцији било рада. Олимпик је размонтиран 1936. године, док је већ следеће године однесен у Шкотску да се сасвим размонтира.
За време своје прекоморске службе, Олимпик је путовао преко Атлантика 257 пута, пренео око 430 000 путника укупно и прешао око 1,8 милиона миља.